# Sergej Chlebnikov
Sergej Anatoljevič Chlebnikov (rusky Серге́й Анато́льевич Хле́бников; 27. srpna 1955 Sortavala, Ruská SFSR – 12. června 1999 Moskva) byl sovětský rychlobruslař.
Na mezinárodní scéně debutoval v roce 1979 pátým místem na Mistrovství světa ve sprintu, o rok později byl čtvrtý. Na Zimních olympijských hrách 1980 startoval na tratích 500 m (15. místo) a 1000 m (9. místo). První medaili, stříbrnou, si přivezl ze světového sprinterského šampionátu 1981, v roce 1982 jej vyhrál. Na zimní olympiádě 1984 vybojoval stříbrné medaile na distancích 1000 m a 1500 m, tentýž cenný kov získal na Mistrovství světa ve sprintu 1984. V dalších sezónách již startoval pouze na sovětských šampionátech nebo menších závodech, sportovní kariéru ukončil v roce 1986.